# Badumna longinqua
Badumna longinqua är en spindelart som först beskrevs av Ludwig Carl Christian Koch 1867.  Badumna longinqua ingår i släktet Badumna och familjen Desidae. Inga underarter finns listade.

## Bildgalleri

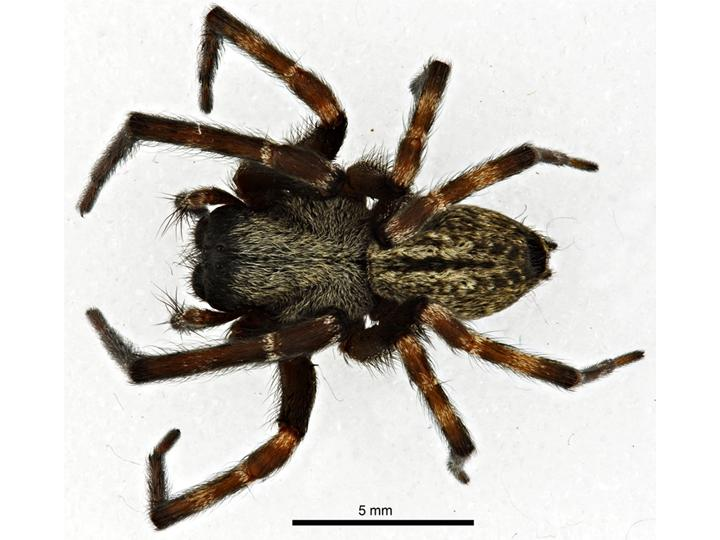